# 天山酒造

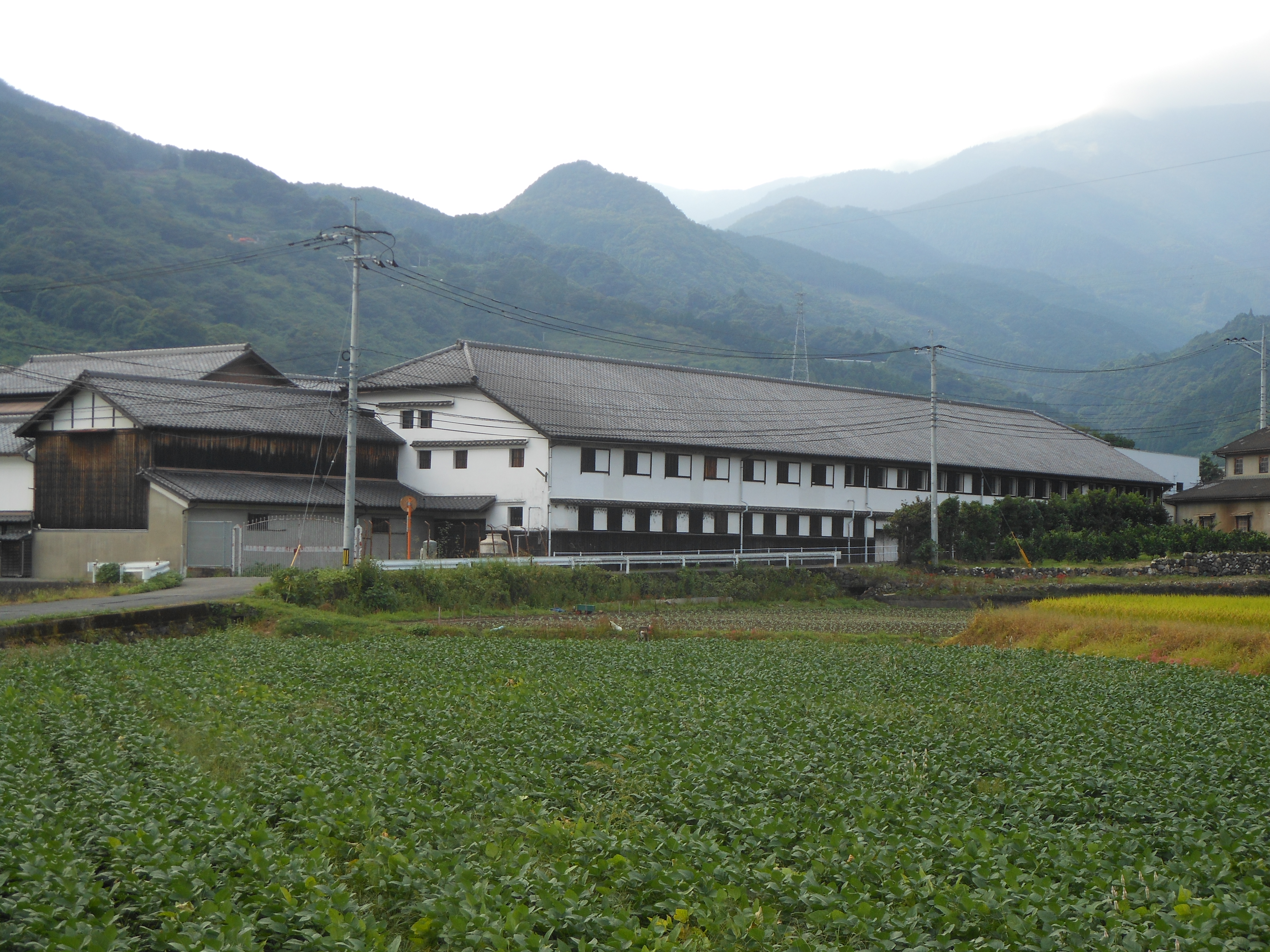
長さ30間（約55m）の昭和蔵（登録有形文化財）

天山酒造（てんざんしゅぞう）は佐賀県小城市の酒造メーカー。主に生産するのは日本酒だが、焼酎やリキュール類も生産している。天山山系からの伏流水を酒造に用いる。主な銘柄は「天山」「岩の蔵」「七田」。キャッチフレーズは「名水と蛍の里に銘酒あり」。

## 沿革
1861年（文久元年）ごろから小城・祇園川より導水し、水車で精米・製粉および製麺業を始めた七田家が、酒蔵から精米の仕事も請けていた縁で廃業する蔵元から酒蔵や酒造道具一式を購入し、1875年（明治8年）初代蔵元となる七田利三が創業した。そのため当初は酒造と並行して製粉･製麺業を手がけていた。特に戦後まもなくのころは自動化設備を導入して県内の需要を賄う程の生産力を有しており、高級素麺等を三越や有名料亭「吉兆」へも納入していたが、製麺事業は昭和30年代後半に終止符を打っている。
1936年（昭和11年）には2代目蔵元の初代七田秀一が合名会社七田本店を設立。さらに1959年（昭和34年）に3代目蔵元の2代秀一（襲名）が株式会社に改組した。初代・2代秀一は小城市の名士として知られ、建築に造詣の深かった初代は地元の岩松小学校や岩蔵寺の庫裏を建築寄贈したほか、彼が建設した「明治蔵」「大正蔵」「昭和蔵」及び「竪型水車」は国の登録有形文化財や、佐賀県が認定する22世紀に残す佐賀県遺産に登録されている。また、農業に造詣が深かった2代秀一は私財を投じて農業学校天山高農塾を設立している。
海外への輸出・展開を積極的に推進しており、1996年のアメリカを皮切りに、香港や韓国、イタリアなど14カ国・地域に輸出をしているほか、ワイン品評会インターナショナル・ワイン・チャレンジの日本酒部門にも2012年から出品。初挑戦の2012年に純米吟醸酒・純米大吟醸酒の部で「ゴールド」、2014年には日本酒スパークリング部門で部門最優秀となる「トロフィー」を受賞した。
また、より質の良い酒をつくるための研究にも取り組んでおり、2005年（平成17年）には佐賀県農業試験所の指導の下「天山酒米栽培研究会」を酒米の生産農家と設立。2014年には佐賀大学が開発した低アルコール度の醸造で残る悪臭成分の生成を抑える新酵母「日本酒酵母ピルビン酸低生産性酵母7号」の研究開発に協力し、同酵母を用いた低アルコール清酒「天山酒造　岩の蔵13」とスパークリング清酒「Salu Sparkling」を商品化した。この件ではフジサンケイ ビジネスアイが選定する独創性を拓く先端技術大賞の特別賞を受賞している。
2003年に明治蔵及び大正蔵・昭和蔵・旧精米所縦型水車及び水路の3件が国の登録有形文化財に登録されている。

## 各種データ
- 主な銘柄：天山・岩の蔵（蔵の所在地から命名）・七田（六代蔵元七田謙介が県外向けに設立したブランド）
- 所在地：佐賀県小城市小城町大字岩蔵1520番地

仕込み水として用いる天山の伏流水がカルシウムやマグネシウムといったミネラル分を含んだ硬水のため、甘口で芳醇な味わいの多い佐賀県の日本酒のなかでは辛口の男酒として知られている。ただし、全国的に見ればそれほど辛口と言うわけではない。

## その他
- 2009年にラベルのデザインをプロレスラーのマスク風にした「純米酒粕焼酎　天山」を発売し[9]、のちにこのラベルを元にデザインしたマスクを被ったプロレスラーを、社が協賛したドラゴンゲート佐賀大会でデビューさせている。
- 六代目蔵元の七田謙介はサンケイリビング新聞社が発行するタブロイド判情報紙シティリビングで「イケメン蔵元」として紹介されたことがある[10]。因みにこのときのキャッチフレーズは「佐賀の風雲児」。